# (34895) 2026 P-L
2026 P-L (asteroide 34895) é um asteroide da cintura principal. Possui uma excentricidade de 0.08951610 e uma inclinação de 6.18737º.
Este asteroide foi descoberto no dia 24 de setembro de 1960 por Cornelis Johannes van Houten e Ingrid van Houten-Groeneveld e Tom Gehrels em Palomar.